# Audouville-la-Hubert
 Audouville-la-Hubert  là một xã thuộc tỉnh Manche trong vùng Normandie tây bắc nước Pháp. Xã này nằm ở khu vực có độ cao trung bình 1-22 mét trên mực nước biển.